# 门克洛
门克洛是德国石勒苏益格－荷尔斯泰因州的一个市镇。总面积12.52平方公里，总人口242人，其中男性116人，女性126人（2011年12月31日），人口密度19人/平方公里。